# Exterritoriale Gebiete des Heiligen Stuhls

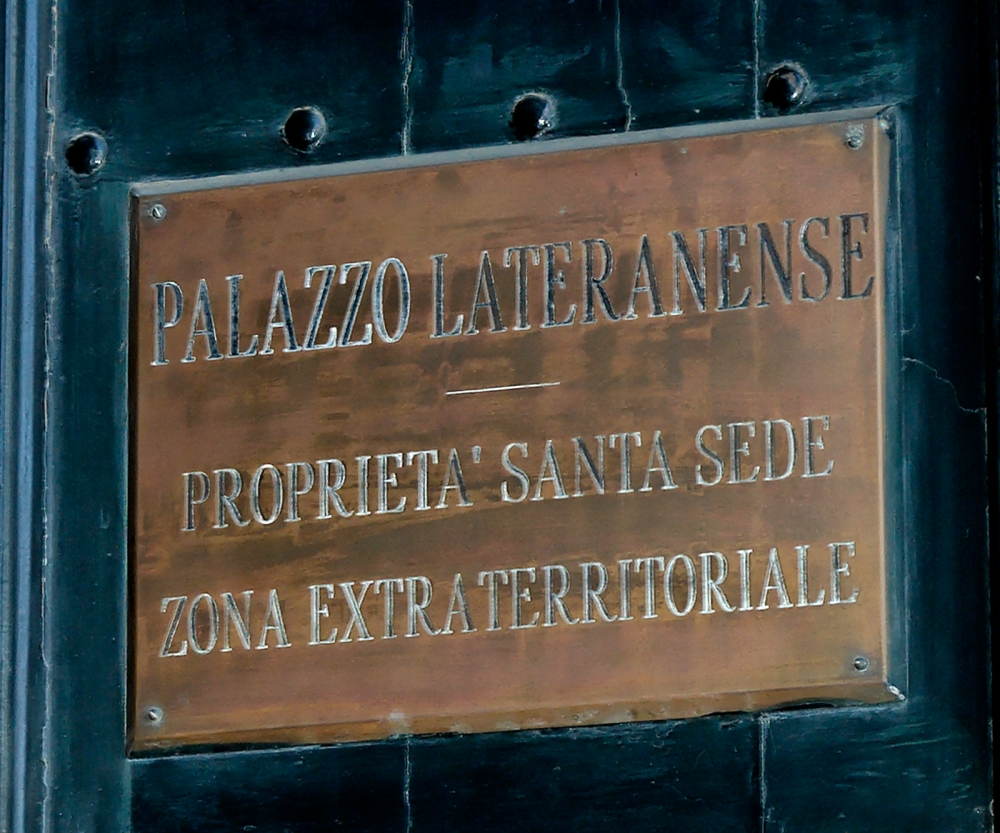
Schild mit Hinweis auf den exterritorialen Status am Tor des Lateranpalastes.

Als exterritoriale Gebiete des Heiligen Stuhls (italienisch Zone extraterritoriali della Santa Sede) werden Gebäude und Areale innerhalb und in der Nähe der Stadt Rom bezeichnet, die zwar nicht Teil des Territoriums der Vatikanstadt, aber völkerrechtlich privilegiert sind.
Neben der Schaffung des 0,44 km² großen Staates der Vatikanstadt übertrugen die Lateranverträge dem Heiligen Stuhl auch mehrerer Gebäude und Areale innerhalb und außerhalb Roms, die teilweise einen besonderen völkerrechtlichen Status genießen und zugangsbeschränkt sind, teilweise, ohne zugangsbeschränkt zu sein, einem Enteignungsverbot und Steuerbefreiungen unterliegen. Rechteinhaber ist der Heilige Stuhl als selbstständiges Völkerrechtssubjekt, nicht die Vatikanstadt.

## Begriffsgeschichte
Im Versöhnungsvertrag der 1929 zwischen dem Königreich Italien und dem Heiligen Stuhl abgeschlossenen Lateranverträgen werden Liegenschaften definiert, die trotz ihrer Zugehörigkeit zum italienischen Staatsgebiet Immunitäten genießen, die vom internationalen Recht für die Residenzen der diplomatischen Vertreter auswärtiger Staaten anerkannt werden. Die Formulierung deckt sich mit dem Völkerrecht und stellt die Gebiete dem Schutz der Residenzen von Botschaftern gleich. Über die Liegenschaften besteht weiterhin italienische Jurisdiktion; die Durchsetzbarkeit von Maßnahmen Italiens auf den in der Anlage II des Versöhnungsvertrags namentlich genannten Gebieten ist hingegen wegen des grundsätzlichen Betretungsverbots italienischer Behörden (vgl. Art. 1 Buchstabe i WÜD, Art. 22 Abs. 1 WÜD) nur eingeschränkt möglich.
Abkürzend wird im Art. 7 Abs. 3 der Status dieser Gebiete mit dem Begriff „Extraterritorialität“ (= Synonym für Exterritorialität) bezeichnet. Die Bezeichnung „exterritoriale Gebiete“ ist bis heute verbreitet und üblich. Aufgrund der Formulierung in Art. 15 Abs. 1 des Versöhnungsvertrags bestehen jedoch keine Zweifel, dass die Areale und Immobilien weiterhin „zum italienischen Staatsgebiet“ gehören.

## Verwaltung der Liegenschaften
Die öffentliche Ordnung in den exterritorialen Besitzungen wird durch die vatikanische Gendarmerie gewährleistet. Die Verwaltung eines Teils der Gebiete – der ehemaligen Sommerresidenz in Castel Gandolfo – wird von einer eigenen Abteilung des Governatorats der Vatikanstadt – der Direktion der päpstlichen Villen – ausgeübt. Die Liegenschaften wurden in das vatikanische Post- und Fernmeldewesen integriert. 
Die Gesamtausdehnung der exterritorialen Besitzungen übertrifft die Fläche der Vatikanstadt deutlich.

## Exterritoriale Besitzungen innerhalb Roms
Folgende Gebiete und Gebäude innerhalb Roms haben exterritorialen Status (die Aufzählung ist nicht erschöpfend):
- die Patriarchalbasiliken San Giovanni in Laterano, Santa Maria Maggiore und San Paolo fuori le Mura, sowie die angeschlossenen Gebäude
- der Palast der Glaubenskongregation, der größere Teil der Audienzhalle Pauls VI. sowie der Campo Santo Teutonico und das deutsche Kolleg (Collegio Teutonico di Santa Maria in Campo Santo) in der Nähe des Petersdoms
- der Palazzo di Propaganda Fide an der Piazza di Spagna
- das Gebiet, das den nordwestlichen Teil des Gianicolo-Hügels einnimmt, u. a. mit der Päpstlichen Universität Urbaniana, dem Päpstlichen Nordamerika-Kolleg, dem Päpstlichen Ukrainischen Kolleg, dem Päpstlichen Rumänischen Kolleg, dem Kinderkrankenhaus Bambino Gesù und der Kirche Sant’Onofrio al Gianicolo
- der Palazzo di San Callisto in Trastevere
- der Palazzo della Cancelleria am Corso Vittorio Emanuele II.
- der Palazzo Maffei Marescotti in Pigna
- das Pontificio Seminario Romano Minore

Außerdem ist jede Kirche innerhalb Italiens, in der der Papst religiöse Zeremonien durchführt und zu der die Öffentlichkeit keinen Zutritt hat, während dieses Zeitraums exterritorial.
Da sich die stadtplanerischen Anforderungen der Stadt Rom bzw. von Castel Gandolfo und die Bedürfnisse des Heiligen Stuhls seit dem Inkrafttreten der Lateranverträge geändert haben, kam es seit 1929 mehrmals zu Gebietsabtäuschen beziehungsweise zu kleineren Korrekturen im Grenzverlauf der exterritorialen Gebiete. So wurde beispielsweise im Jahr 1979 der Palazzo della Dataria beim Quirinalspalast dem italienischen Staat übertragen, der im Austausch den Palazzo San Pio X an der Via della Conciliazione an den Heiligen Stuhl abtrat.

## Exterritoriale Besitzungen außerhalb Roms
Den flächenmäßig größten Anteil der gesamten exterritorialen Gebiete nehmen die beiden Areale ein, die sich außerhalb der Stadt Rom befinden. Es handelt sich hierbei um die (in den Abgrenzungen mehrmals veränderte) päpstliche Sommerresidenz in Castel Gandolfo, sowie seit 1952 auch das Sendezentrum von Radio Vatikan in Santa Maria di Galeria.

### Sommerresidenz in Castel Gandolfo

Die exterritorialen Gebiete in Castel Gandolfo:
1: Apostolischer Palast
2: Garten der Villa Cybo
3: Landgut der Villa Barberini
4: Oliveto ex-Bacelli
5: San Tommaso di Villanova

Das exterritoriale Gebiet der päpstlichen Sommerresidenz erstreckt sich über eine Länge von etwas über 2 km entlang des Kraterrandes des Albaner Sees von Castel Gandolfo bis ins Ortsgebiet der Nachbargemeinde Albano Laziale. Mit einer Fläche von über 55 Hektar ist sie größer als das Territorium der Vatikanstadt selbst. Die „Direktion der Päpstlichen Villen“ (Direzione delle Ville Pontificie), eine Abteilung des Governatorats der Vatikanstadt, ist ausschließlich für die Verwaltung des Areals in Castel Gandolfo zuständig.
Das exterritoriale Areal besteht aus drei großen Teilen:
- der Apostolische Palast an der Piazza della Libertà, mit der als Giardino del Moro bezeichneten Gartenanlagen (≈2 ha)
- der Garten der Villa Cybo, jedoch ohne die durch die Hauptstraße getrennte Villa selbst (≈3 ha)
- die Villa Barberini mit den dazugehörigen Ländereien und Gärten, das Areal des Sommersitzes des Pontificio Collegio Urbano, das Klarissinnen-Konvent in Albano Laziale, sowie landwirtschaftliche Nutzflächen (≈50 ha)

Der Apostolische Palast ist über einen loggiaartigen Straßenübergang mit dem Garten der Villa Cybo verbunden, und diese wiederum über ein Viadukt mit dem größten Teil des Komplexes, den Ländereien um die Villa Barberini.
Zwei kleinere, ebenfalls exterritoriale und vom Hauptareal getrennte, Gebiete sind im Gemeindegebiet von Albano Laziale der Olivenhain Oliveto ex-Bacelli (≈3 ha) und, an der Piazza della Libertà in Castel Gandolfo, die Kirche San Tommaso di Villanova von Gian Lorenzo Bernini und das daran angeschlossene Pfarrhaus (≈0,1 ha; mit Ausnahme der im Erdgeschoss befindlichen Räumlichkeiten der Post und der Apotheke).
Seit der Unterzeichnung der Lateranverträge im Jahr 1929 wurde die Grenzziehung des Komplexes mehrmals verändert. So erwarb Pius XI. in den 1930er Jahren bei Albano Laziale Land, um eine kleine Landwirtschaft einzurichten, die seitdem den päpstlichen Hof und den vatikanischen Supermarkt mit Gütern versorgt. Im Jahr 1947 erhielten diese neu erworbenen Ländereien (zu denen auch der Olivenhain „ex-Bacelli“ gehört) gemeinsam mit dem angrenzenden Konvent der Klarissinnen den Status der Exterritorialität. Im Gegenzug verzichtete der Heilige Stuhl hinsichtlich des Gemeindefriedhofs von Albano Laziale (laut Annex der Lateranverträge exterritorial) auf dieses Privileg.
Ursprünglich genossen auch mehrere über Castel Gandolfo verstreute Einzelimmobilien das Privileg der Exterritorialität – so beispielsweise die Villa Cybo (von ihren Gärten durch eine Hauptstraße getrennt), die Casa Pio X oder die Casa Benedetto XV. Auch waren der Cortilone oder die Salita Sant’Antonio, über die das Viadukt von den Gärten der Villa Cybo zu den Ländereien der Villa Barberini führt, exterritoriale, jedoch öffentlich zugängliche Verkehrsflächen. Mit dem Wunsch der Gemeinde Albano Laziale, den Gemeindefriedhof zu erweitern, ergab sich im Jahr 1981 die Gelegenheit, die Grenzziehung der Sommerresidenz zu vereinfachen. Das Abkommen sah vor, dass der Heilige Stuhl ein ungefähr 2000 m² großes, an den Friedhof grenzendes Grundstück der Gemeinde kostenlos übereignet sowie dass er bei den unter seiner Kontrolle stehenden Einzelimmobilien und öffentlich zugänglichen Verkehrsflächen auf den exterritorialen Status verzichtet. Im Gegenzug erklärte sich die italienische Regierung bereit, dem Areal des Sommersitzes des Pontificio Collegio Urbano (samt Gartenanlage) das Privileg der Exterritorialität zuzuerkennen.

Exterritoriales Gebiet des Heiligen Stuhls in Castel Gandolfo
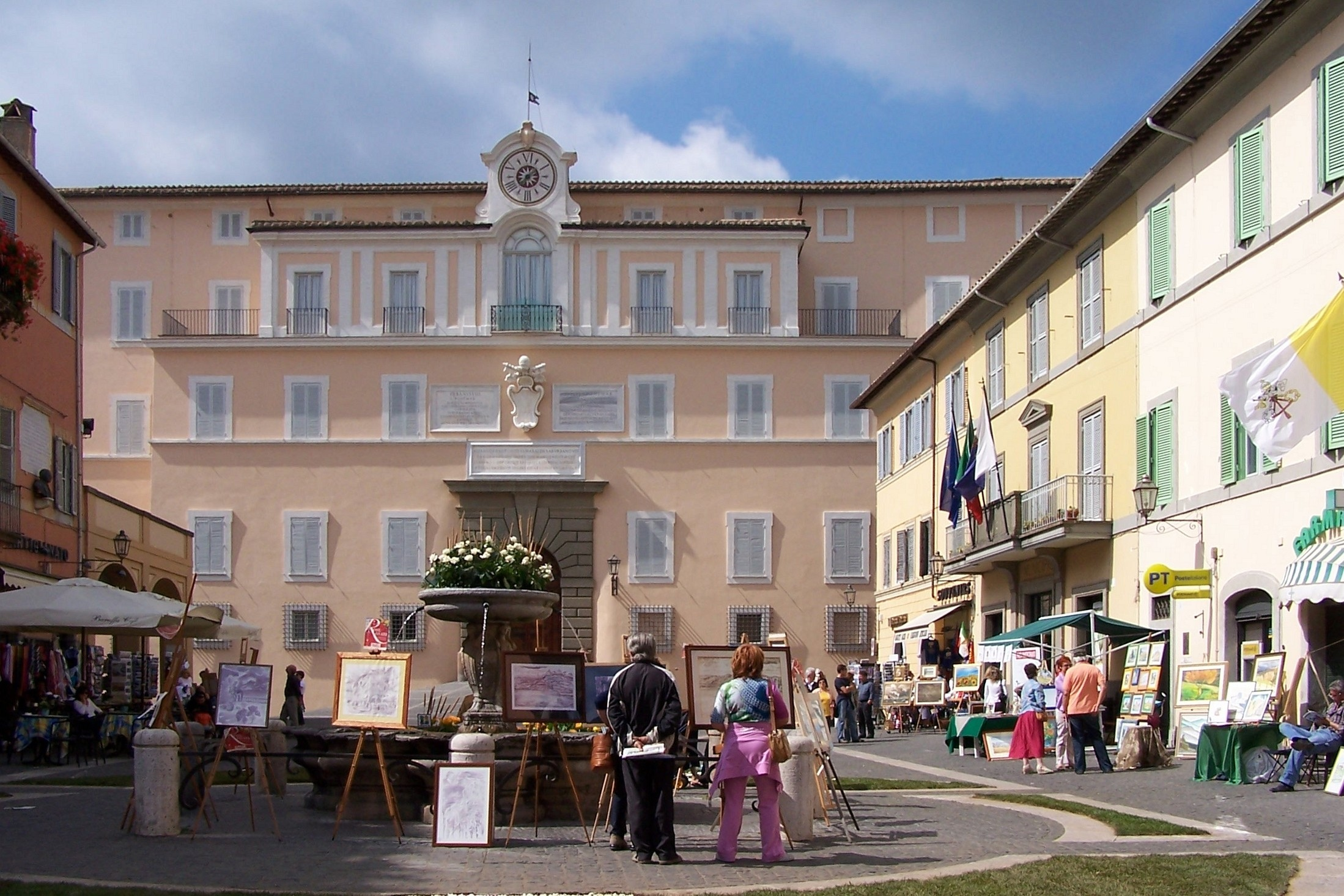
Papstpalast
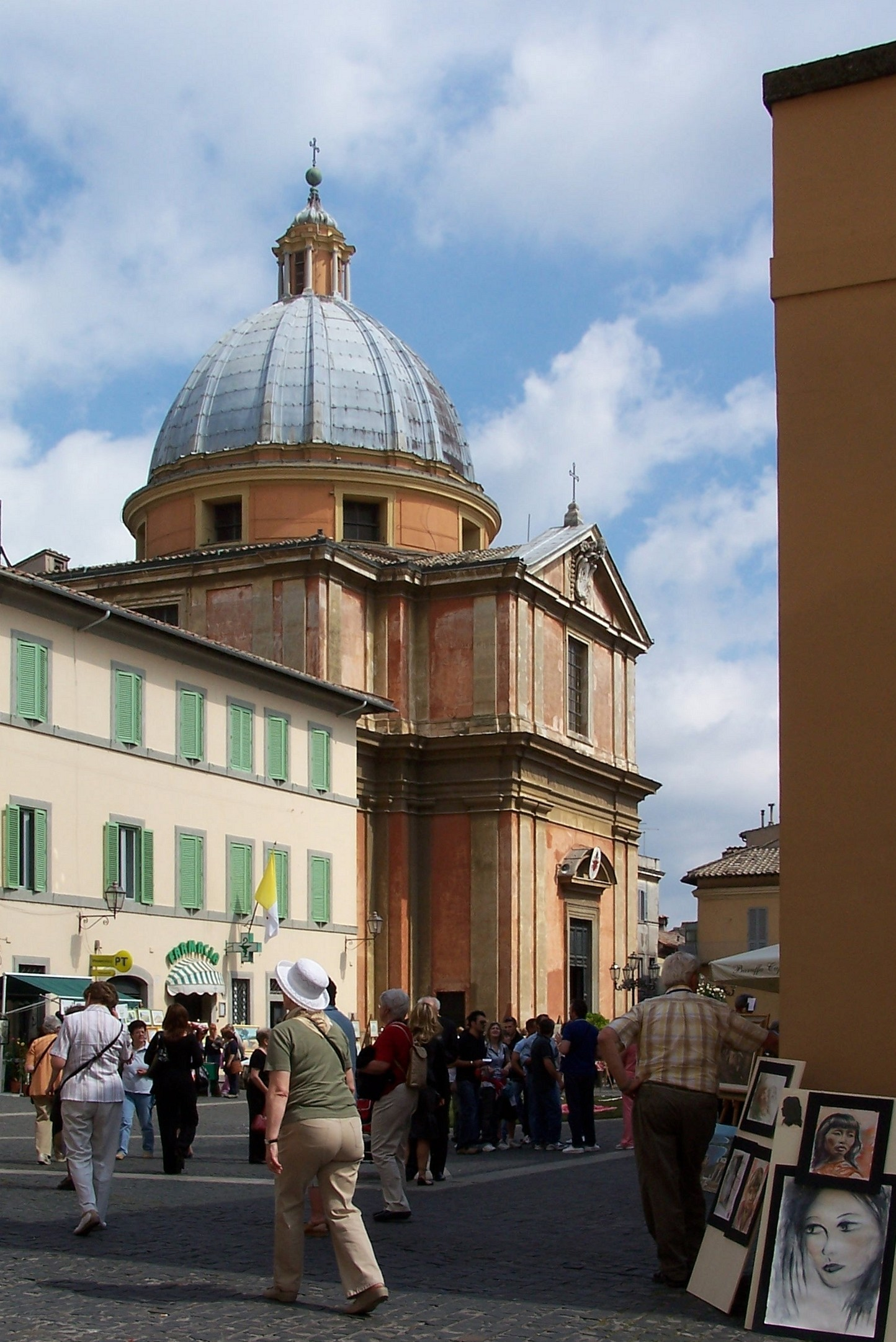
Pfarrkirche San Tommaso da Villanova
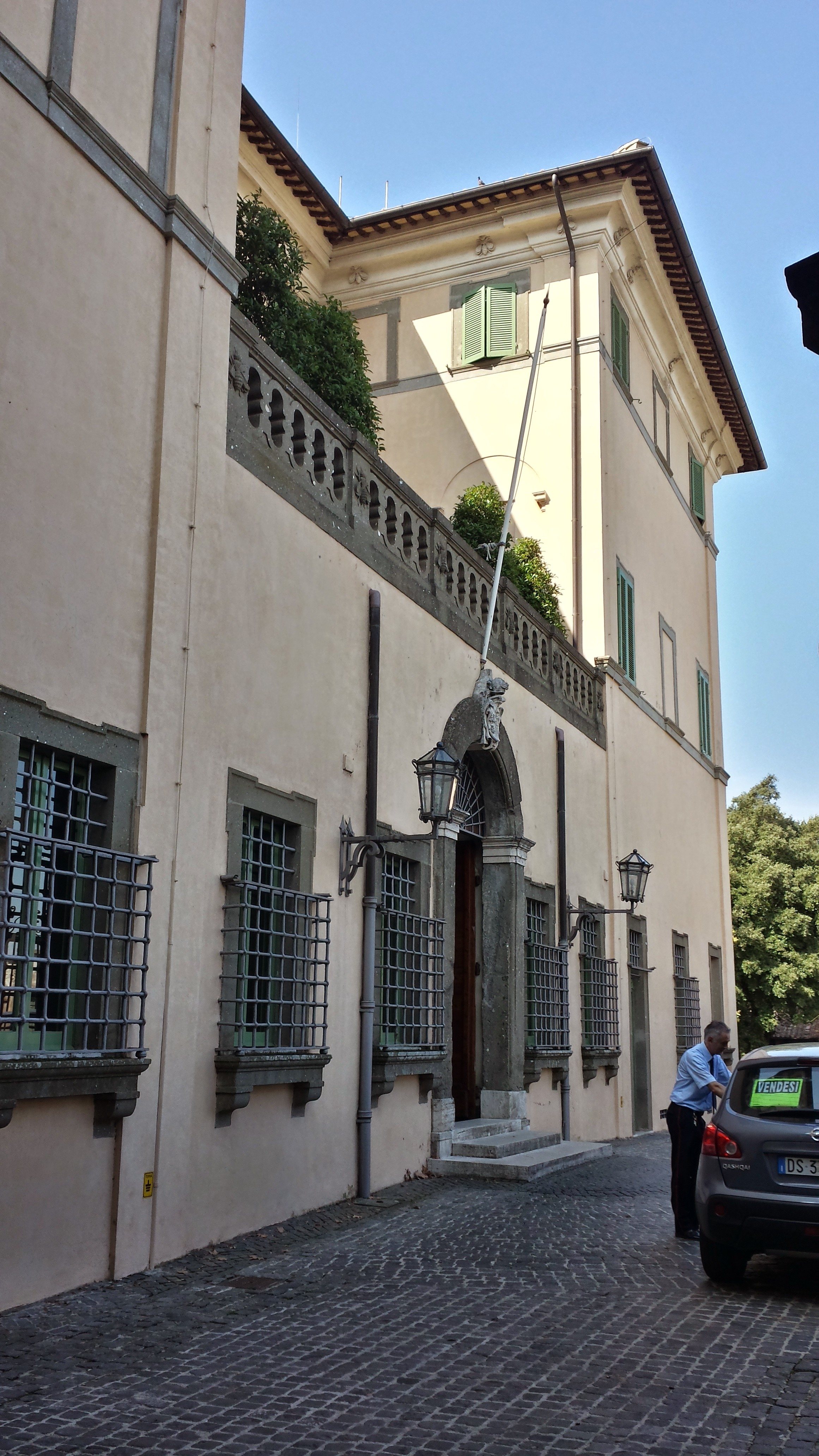
Villa Barberini
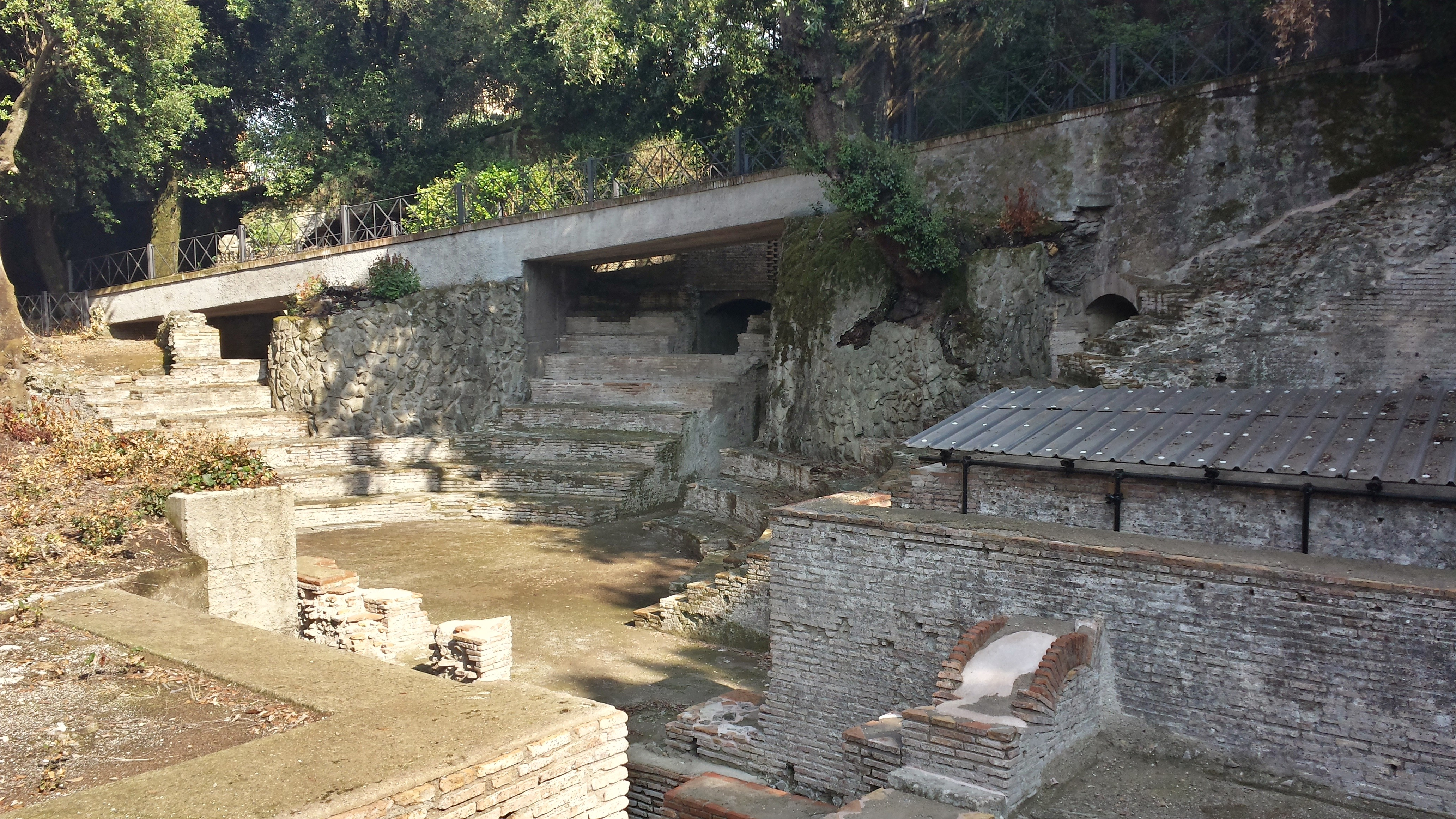
Theater der Villa des Kaisers Domitian
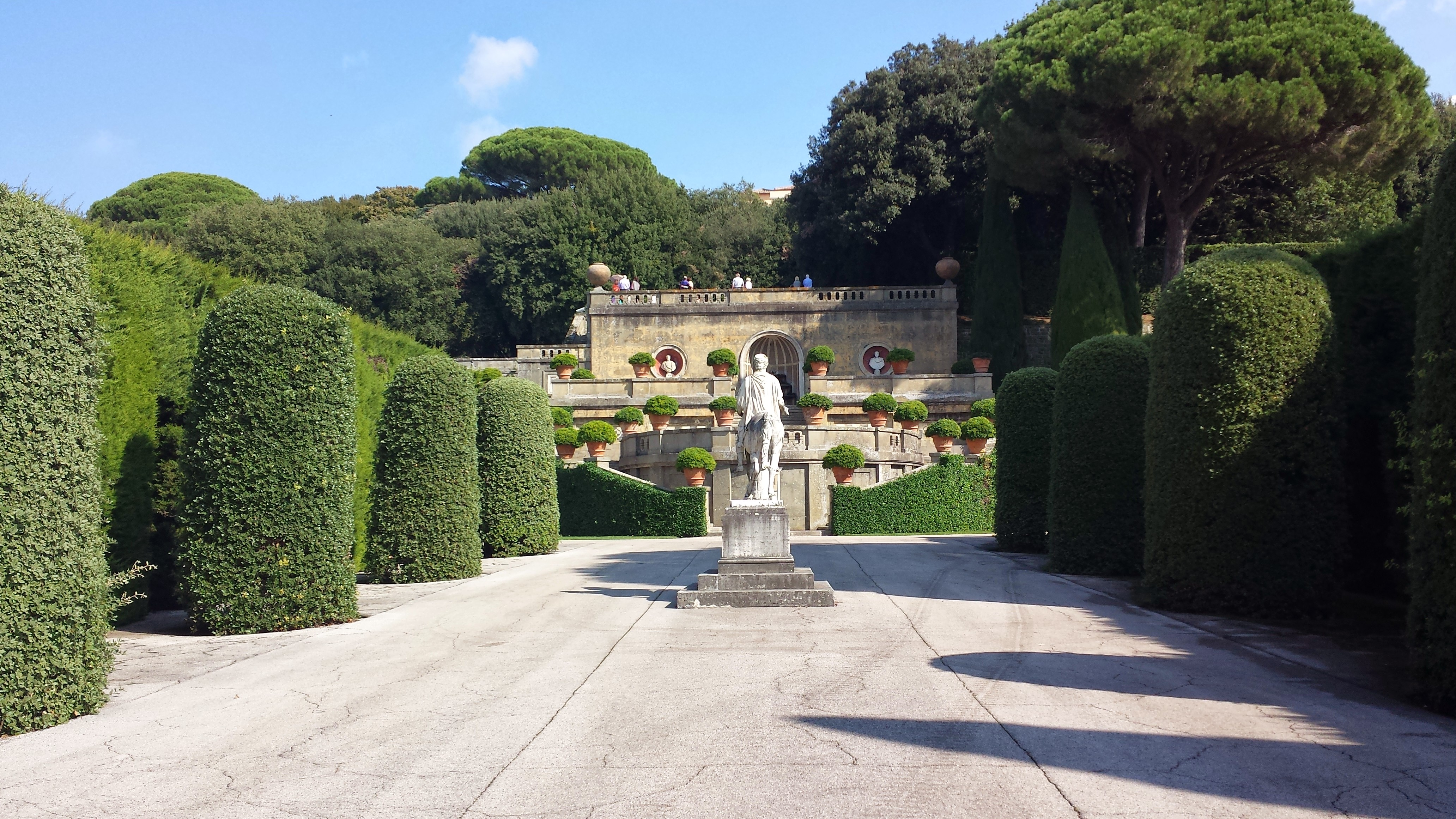
Piazzale Quadrato in den Gärten der Villa Barberini
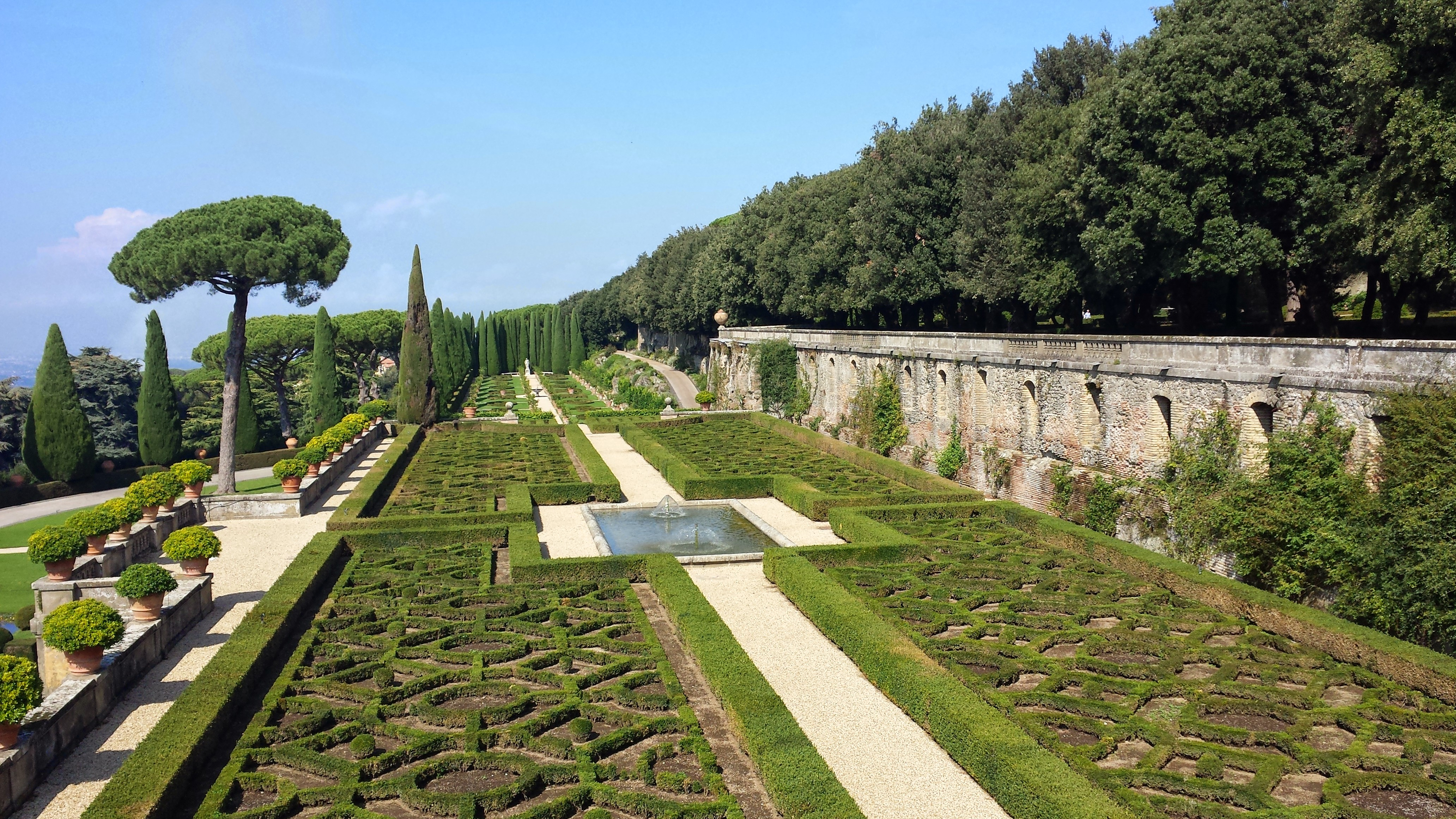
Belvedere-Garten in den Gärten der Villa Barberini
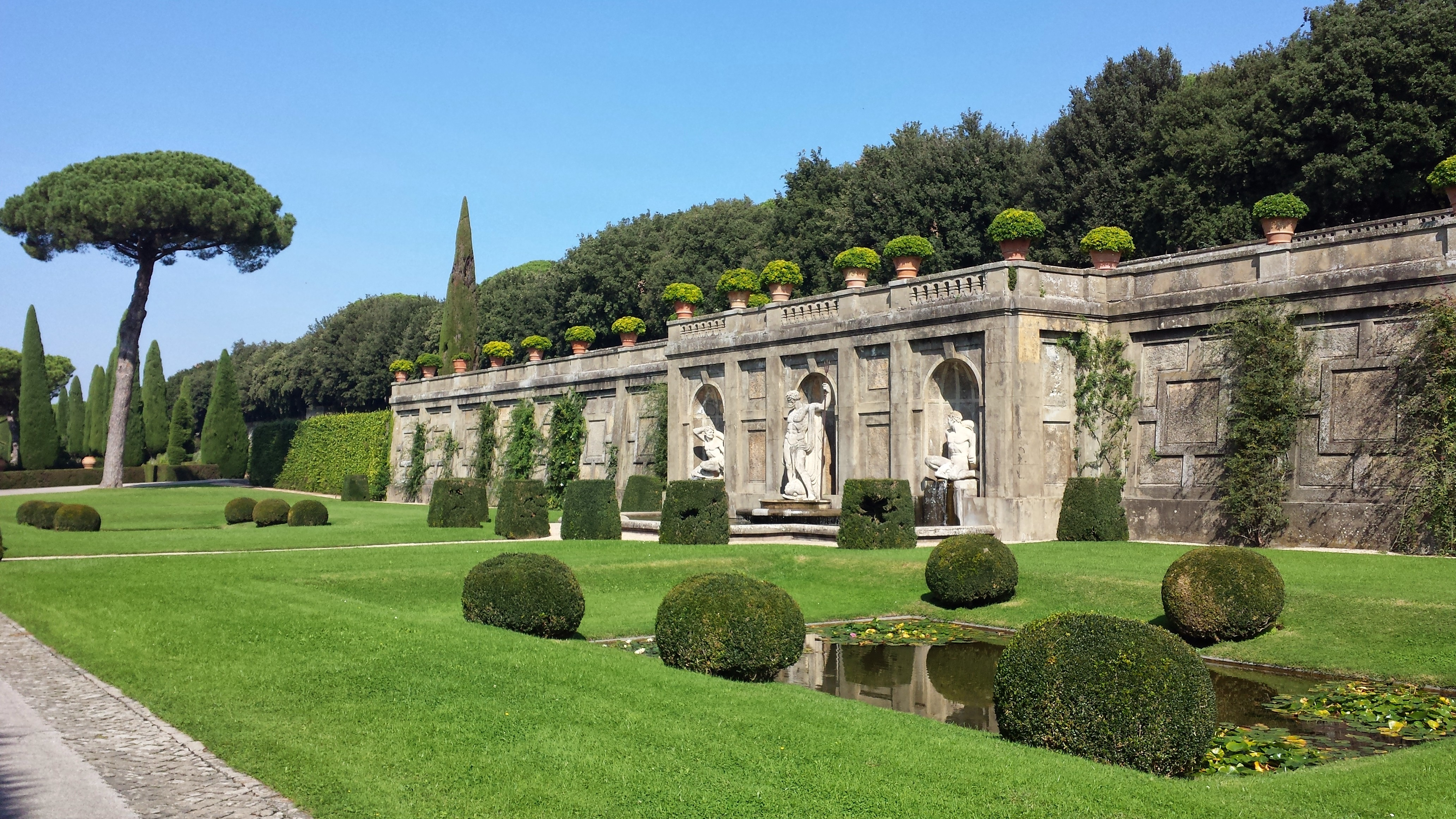
Spiegelgarten in den Gärten der Villa Barberini

### Sendezentrum in Santa Maria di Galeria
Nach dem Abschluss der Lateranverträge gründete Papst Pius XI. im Jahr 1931 Radio Vatikan um die kirchlichen Botschaften mit den damaligen modernsten Mitteln verbreiten zu können. Die Hauptsendeanlagen waren am vatikanischen Hügel eingerichtet. Dem Bedürfnis die Sendekapazitäten auszuweiten standen die Platzprobleme im Wege, die sich aus der Kleinheit des vatikanischen Territoriums ergaben. Aus diesem Grund erwarb der Heilige Stuhl nördlich von Rom ein 424 Hektar großes Areal, dem in einem Abkommen mit Italien 1951 (ratifiziert 1952) das Privileg der Exterritorialität zugesprochen wurde. Im Jahr 1957 eröffnete Papst Pius XII. dort das neue Sendezentrum. Papst Franziskus ordnete 2024 mit dem Motu proprio Fratello Sole die Errichtung ein agri-photovoltaischen Anlage an, mit der nicht nur die Sendeanlagen, sondern auch die Vatikanstadt komplett mit nachhaltiger Energie versorgt werden soll.